# Aethianoplis bipapillator
Aethianoplis bipapillator là một loài tò vò trong họ Ichneumonidae.